# Бернеццо
Бернеццо (итал. Bernezzo) — коммуна в Италии, располагается в регионе Пьемонт, в провинции Кунео.
Население составляет 3484 человека (2008 г.), плотность населения составляет 139 чел./км². Занимает площадь 25 км². Почтовый индекс — 12010. Телефонный код — 0171.
Покровителями коммуны почитаются святые апостолы Пётр и Павел, празднование 29 июня, а также святой Рох.

## Демография
Динамика населения:

## Администрация коммуны
- Официальный сайт: http://www.comune.bernezzo.cn.it/